# Adolf Bachler (Künstler)
Adolf „Adi“ Bachler (* 20. April 1942 in Leoben-Göss; † 28. September 2022) war ein österreichischer Bauingenieur und Künstler.

## Leben und Karriere

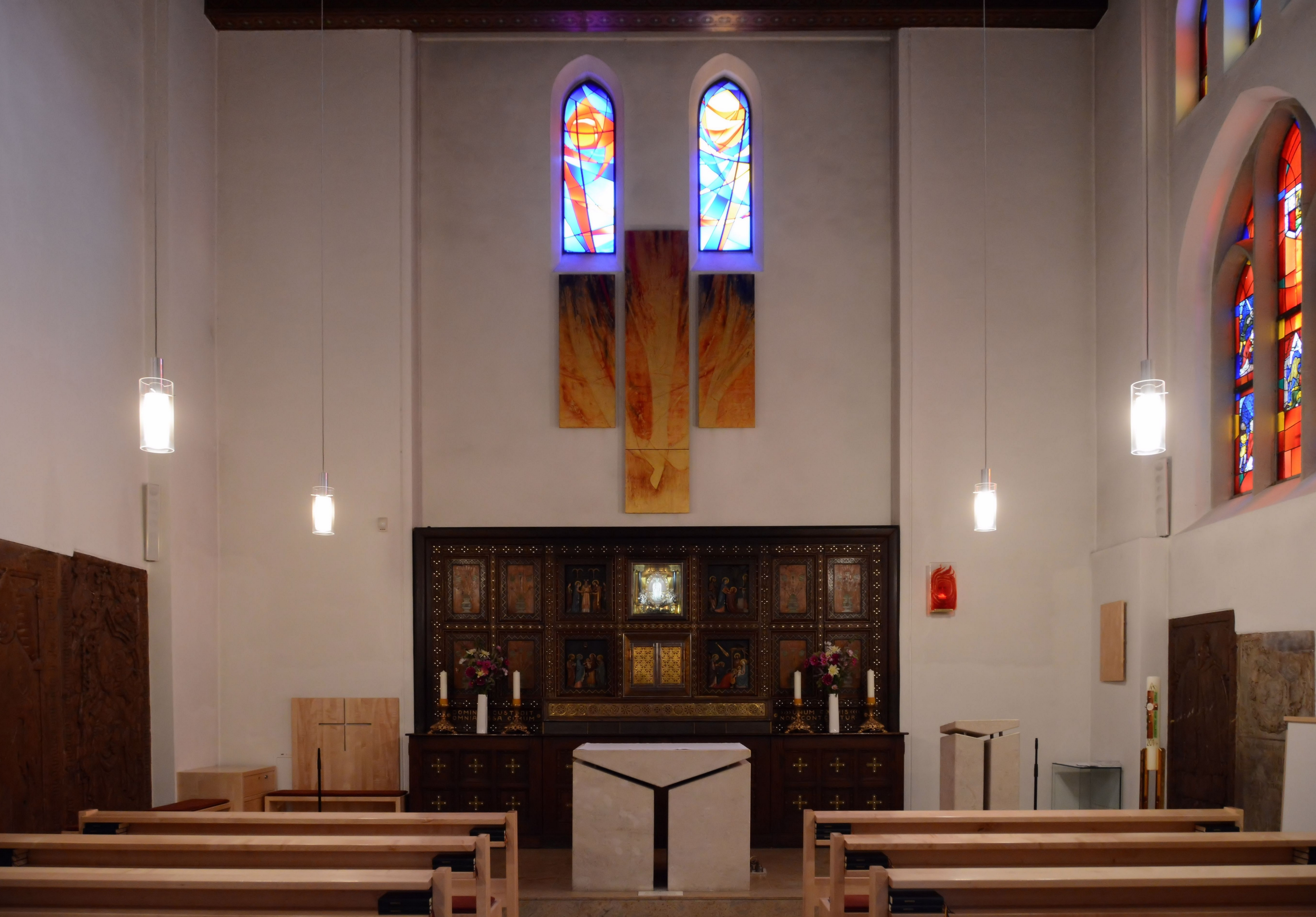
Im Jahr 2005 neugestaltete Gnadenkapelle in der Basilika Seckau

Adolf Bachler wurde am 20. April 1942 als Sohn von Paul Bachler (* 4. Juni 1914 in Puchberg; † 9. März 1945 in Obertraun) und dessen Ehefrau Anna (geborene Hofbauer; * 30. April 1910 in Kirchdorf am Inn; † ?) im noch jungen Leobener Stadtteil Göss geboren und absolvierte hier auch seine Schulbildung. Seine Großeltern wohnten zu dieser Zeit noch im Stift Göss. Nach dem frühen Tod des Vaters wuchs er bei seiner Mutter auf. Nach dem Besuch des Gymnasiums in seiner Heimatstadt schloss er ein Studium für Bauingenieurwesen an der Technischen Hochschule Graz und erhielt gleichzeitig eine künstlerische Ausbildung beim in Leoben ansässigen Künstler Friedrich Mayer-Beck. Danach absolvierte er eine autodidaktische Weiterbildung als Künstler und hatte als solcher ab 1995 zahlreiche Ausstellungen in ganz Österreich. Nebenbei besuchte er auch Malseminare und die Absolvierung der Akademie bei Giselbert Hoke. Nach Familiengründung und beruflicher Tätigkeit im Baubereich wandte er sich verstärkt der bildenden Kunst zu. Darüber hinaus zeigte sich Bachler für profane Malerei und Sakralkunst verantwortlich.
Während sich die Werke anderer Künstler oftmals im Streubesitz befinden, sind zahlreiche von Adolf Bachler geschaffene Objekte im öffentlichen Raum an zahlreichen Orten und Kirchen in Österreich zu sehen. 2005 etwa gestaltete er die Gnadenkapelle in der Basilika der Abtei Seckau neu. Dazu zählten unter anderem Glasfenster, Altar, Ambo, Altarbild und Osterkerzenständer. Darüber hinaus schuf das Mitglied des Steiermärkischen Kunstvereins Werkbund und der Berufsvereinigung der bildenden Künstler Österreichs das Altarbild und Farbglasfenster für die Stationskaplanei Graz-Messendorf. Weitere von ihm geschaffene Werke befinden sich in Kapellen in Pachern und Raaba, in den Aufbahrungshallen in Hausmannstätten und St. Marein bei Knittelfeld, dem Altarraum und der Taufkapelle in St. Marein im Mürztal oder auch bei der Achten Station des Markusweges vom Haus der Stille bei Heiligenkreuz am Waasen. In der Kirche Christus der Auferstandene in Graz-Liebenau befand sich im Altarraum einige Zeit ein 1999 geschaffenes Pfingstbild, das jedoch zwischenzeitlich ersetzt wurde.
Außerdem war Bachler ein aktives Mitglied der Sportunion Graz, bei der er zudem über Jahre hinweg als Rechnungsprüfer fungierte. Bis zuletzt war Bachler auch als Lektor der Stationskaplanei Graz-Messendorf tätig; seine Ehefrau gehörte dem dortigen Liturgiekreis an.
Am 28. September 2022 starb Bachler, der zuletzt mit seiner Ehefrau Isolde in Raaba bei Graz gelebt hatte, im Alter von 80 Jahren. Neben seiner Ehefrau hinterließ er drei Kinder samt Familien. Die Begräbnis fand am 6. Oktober 2022 mit einem Auferstehungsgottesdienst in der Pfarrkirche St. Peter und anschließender Beisetzung am St. Peter Ortsfriedhof statt. Von der nunmehrigen Marktgemeinde Raaba-Grambach wurde er posthum mit der Goldenen Ehrennadel, die von seiner Ehefrau entgegengenommen wurde, geehrt. Der einstimmige Gemeinderatsbeschluss hatte bereits am 6. Juli 2022, also knapp drei Monate vor Bachlers Ableben, entschieden, den Künstler für seine herausragenden Verdienste für die Gemeinde zu ehren.